# Fly IQ280 Wow Tech
Fly IQ280 Wow Tech — смартфон толщиной 11,3 мм с 4-дюймовым емкостным сенсорным IPS-дисплеем, отображающим до 16 млн цветов, с разрешением 480 х 800 пикселей. Fly Tech IQ280 работает на базе операционной системы Android 2.3. Объём оперативной памяти устройства составляет 512 МБ, а встроенную флеш-память объёмом 1 ГБ можно легко расширить с помощью карт памяти microSDHC (до 32 ГБ). Тактовая частота процессора Qualcomm составляет 1,2 ГГц. Помимо использования GPRS/EDGE, устройство дает возможность пользователю подключиться к сети через 3G и Wi-Fi. Основная 5-мегапиксельная камера обладает набором режимов и дополнительных эффектов, а также записывает видео HD-качества с разрешением до 1280x720 пикселей.